# Хипогей
Хипогей (на гръцки: ὑπόγαιον - подземие) в археологията се нарича подземна зала, камера или друг подземен паметник.
В египтологията хипогей се използва по-специално за подземните гробници, като тези в Долината на царете, за разлика от надземните гробници, като мастабите. В тях останките се полагат върху гробни легла или в саркофази. Хипогеите се срещат в почти всички древни цивилизации - Египет, Сирия, Финикия, Персия и други.